# Kraftwerk Gladstone
Das Kraftwerk Gladstone (englisch Gladstone Power Station) ist ein Kohlekraftwerk in Gladstone, Queensland, Australien. Das Kraftwerk ist im Besitz eines Joint Ventures aus Rio Tinto (42,125 %), NRG Energy (37,5 %), Southern Cross GPS (8,25 %), Ryowa (7,125 %) und YKK (4,75 %) und wird von der NRG Gladstone Operating Services betrieben.

## Daten
Mit einer installierten Leistung von 1,68 GW ist Gladstone das leistungsstärkste Kraftwerk in Queensland. Es dient zur Abdeckung der Grundlast. Das Kraftwerk benötigt pro Jahr etwa 4 Mio. t Steinkohle, die aus Queensland angeliefert wird. In Gladstone sind rund 320 Mitarbeiter beschäftigt.

## Kraftwerksblöcke
Das Kraftwerk besteht aus insgesamt sechs Blöcken, die von 1976 bis 1982 in Betrieb gingen. Die folgende Tabelle gibt einen Überblick:
| Block | Max. Leistung (MW) | Betriebsbeginn | Turbine | Generator | Dampfkessel |
| ----- | ------------------ | -------------- | ------- | --------- | ----------- |
| 1     | 280                | 1976           |         |           | Dodds       |
| 2     | 280                | 1976           |         |           | Dodds       |
| 3     | 280                | 1976           |         |           | Dodds       |
| 4     | 280                | 1976           |         |           | Dodds       |
| 5     | 280                | 1982           |         |           | Dodds       |
| 6     | 280                | 1982           |         |           | Dodds       |

## Joint Venture
Das Joint Venture besteht aus den folgenden Unternehmen: Pacific Aluminium, eine Tochter von Rio Tinto Ltd (42,125 %), NRG Energy Inc (37,5 %), SLMA GPS Pty Ltd (8,50 %), Ryowa II GPS Pty Ltd (7,125 %) and YKK GPS (Queensland) Pty Ltd (4,75 %).